# Соловей-разбойник (фильм)
«Солове́й-разбо́йник» — российский комедийно-криминальный фильм режиссёра Егора Баранова, снятый по сценарию Ивана Охлобыстина.
В российский прокат картина вышла 22 ноября 2012 года.
Слоган фильма — «Здесь граблю только я!»

## Сюжет
«Белый воротничок» Севастьян Григорьевич Соловьёв по прозвищу «Соловей» после того, как его пытался «заказать» собственный начальник, решает начать борьбу с произволом местных властей и преступных группировок. Для этого он занимается разбоем: грабежами и убийствами. К «Соловью» и его другу — бывшему главбуху «Дебету» присоединяются кузнец «Молот», трудолюбивый человек из народа, уволенный по сокращению, и оперная певица «Прима».
Пока полиция и спецслужбы во главе с секретным агентом «Н7» пытаются ликвидировать банду, её лидер восстанавливает в родном краю справедливость. Его любят и ему помогают обычные люди, в том числе егери и лесники. Дети и подростки слагают о нём легенды, и даже местный участковый ему симпатизирует. Ситуацию осложняет то, что в деревеньке, где поселился Соловей, власти хотят построить казино, а сам населенный пункт ликвидировать.
Секретный агент спецслужб «Н7», изучив «Соловья» и отношение к нему жителей, сообщает коррумпированному генералу полиции, что для ликвидации банды «Соловья» местным полицейским выделяют в помощь армейское подразделение. Генерал не слишком верит в успех операции и решает заранее подготовить на всех участников наградные листы (посмертно). Сам агент «Н7», объявив от имени властных структур ультиматум «Соловью», присоединяется к благородным разбойникам.
В итоге на деревенском поле происходит финальная битва между властями (военные и полиция) и главными героями (Соловей, Дебет, Молот и Н7; Прима в сражении не участвует, по просьбе Соловья её увозят из села монахини из местного монастыря). Чтобы уравнять шансы сторон, Соловей закачивает в оросительную систему бензин; теперь на поле нельзя использовать огнестрельное оружие, чтобы не произошел взрыв. Но силы слишком неравны и, в итоге, Соловей сам высекает огонь из зажигалки. Происходит взрыв — пламя поглощает всех участников.
В эпилоге местный участковый, рассказывая на семинаре полиции истории банды Соловьёва, упоминает о странном поверье: ночью, в определённое время и на определённом участке трассы в Подмосковье на мотоцикле катается обгоревший человек с оружием. Встреча с ним сулит обычным гражданам удачу, богачам — неприятности... Так что Соловей, возможно,  чудом выжил в схватке на поле.

## В ролях
| Актёр               | Роль                                                 |
| ------------------- | ---------------------------------------------------- |
| Иван Охлобыстин     | Севастьян Григорьевич Соловьёв («Соловей-разбойник») |
| Евгений Стычкин     | Александр Константинович Володарский («Дебет»)       |
| Оксана Фандера      | Изабелла Юрьевна Папаяни («Прима»)                   |
| Сергей Бадюк        | Игнатий Николаевич Кривенко («Молот»)                |
| Игорь Жижикин       | секретный агент «Н7»                                 |
| Александр Стриженов | генерал полиции Андрей Петрович Серенадов            |
| Павел Прилучный     | майор полиции                                        |
| Дмитрий Прусаков    | подражатель                                          |
| Мария Голубкина     | игуменья Устинья                                     |
| Александр Сухинин   | участковый Анисим Владимирович                       |
| Любовь Макеева      | жена участкового Клавдия                             |
| Пётр Винс           | директор компании                                    |
| Вадим Демчог        | директор стройхолдинга Паша                          |
| Дмитрий Шевченко    | менеджер казино                                      |
| Михаил Горевой      | Григорий Поляков («Поля Грек»), вор в законе         |
| Эмиляно Очагавия    | старый бандит                                        |

## Съёмочная группа
- Автор сценария: Иван Охлобыстин
- Режиссёр-постановщик: Егор Баранов
- Оператор-постановщик: Юрий Коробейников
- Художник-постановщик: Игорь Коцарев
- Художник по костюмам: Екатерина Дыминская
- Музыкальный продюсер: Олег Нестеров
- Исполнительные продюсеры: Лариса Воронина, Наталья Минченко, Анна Куранова
- Линейный продюсер: Анастасия Мартыненко
- Продюсеры: Любовь Калинская, Иван Охлобыстин, Геннадий Меркулов, Виктор Алисов

## Создание
Сценарий фильма «Соловей-разбойник» был создан Иваном Охлобыстиным в 2005 году, после чего не подвергался каким-либо переделкам. В начале 2011 года руководитель российского отделения «Sony Pictures» Михаэль Шлихт заинтересовался сценарием, но в итоге первые деньги на фильм дал кинодистрибьютор «Каравелла DDC».

## Маркетинг
Бюджет рекламной кампании фильма составил $ 2 000 000, из которых на кросс-промо ушло $ 1 500 000.
Информационными партнёрами фильма выступили телеканал «ТНТ», «Русское радио», кинопорталы «Film.ru», «Filmz.ru» и «Kinomania.ru», а также сайты «Mail.ru» и «КиноПоиск».
Реклама была размещена на телевидении: «Первый канал», «2×2», «Перец» и «Россия 2», радиостанциях: «Европа Плюс», «Maximum» и «NRJ», а также в интернете: поисковик «Яндекс», сайт журнала «Афиша» и социальная сеть «ВКонтакте».
Половину 113-го выпуска интернет-шоу «+100500» под названием «Игорь Николаевич» провёл Иван Охлобыстин также с целью рекламы фильма.

## Саундтрек
- «И грянет страшный русский ренессанс» (группа «Тупые»)
- «Из-за острова на стрежень» (народная песня на слова Дмитрия Садовникова)
- «Случайный вальс» (слова Евгения Долматовского, музыка Марка Фрадкина)
- «Соловей» (слова и музыка Алексея Паперного)
- «Я хотел петь» (слова и музыка Бориса Гребенщикова)
- «But I’m Drunk» (группа «My Sister’s Band»)
- «Не спеша» (группа «Markscheider Kunst»)

## Премьера
Впервые фильм был продемонстрирован на кинофестивале «Окно в Европу». Премьерный показ картины в Москве состоялся 14 ноября 2012 года в кинотеатре «Октябрь». Дистрибьютором стала компания «Парадиз», выпустившая фильм в прокат тиражом более 1 000 копий.

## Восприятие

### Кассовые сборы
За премьерный уик-энд (время от дня премьеры до утра первого рабочего дня следующей недели) картина смогла собрать 90 539 663 рублей ($ 2 881 593).
Во вторую неделю кассовые сборы картины сократились на 66 % и составили 30 825 560 рублей ($ 981 081).
В третий уик-энд картина собрала 5 253 989 рублей ($ 167 218).
За всё время кинопроката фильм собрал 160 389 907 рублей ($ 5 104 707).

### Отзывы
Обозреватели сайта «Кинобизон» Максим Марков и Сергей Бондарев положительно оценили фильм. Похвалы были удостоены актёрская работа и саундтрек, а также сценарий Ивана Охлобыстина.
Отрицательную реакцию рецензентов вызвала финальная сцена фильма, в которой разбойники вырезают роту российских солдат. Хотя в титрах все оживают, эта сцена в глазах зрителей могла окончательно закрепить за «Соловьём» статус антигероя.